# Kedah Darul Aman FC
Kedah Darul Aman FC (malajski Kelab Bola Sepak Kedah Darul Aman) – malezyjski klub piłkarski, grający w Malaysia Super League, mający siedzibę w mieście Alor Setar.

## Historia
Klub został założony w 1924 roku. Klub wywalczył trzy tytuły mistrza Malezji w sezonach 1993, 2007 i 2008. Klub zdobył też pięć Pucharów Malezji w latach 1990, 1993, 2007, 2008 i 2016, a także czterokrotnie sięgnął po Piala Malaysia w latach 1996, 2007, 2008 i 2017.
W 2021 roku klub zmienił nazwę z Kedah FA na Kedah Darul Aman FC.

## Sukcesy
- Malaysia Super League
  - mistrzostwo (3): 1993, 2007, 2008
  - wicemistrzostwo (6): 1994, 1996, 1997, 2003, 2020, 2021
- Premier League
  - mistrzostwo (4): 1992, 2002, 2006, 2015
- Piala Malaysia
  - zwycięstwo (4): 1996, 2007, 2008, 2017
  - finał (1): 2010
- Puchar Malezji
  - zwycięstwo (5): 1990, 1993, 2007, 2008, 2016
  - finał (8): 1940, 1987, 1988, 1989, 1992, 2004, 2015, 2017
- Piala Sumbangsih
  - zwycięstwo (3): 1991, 1994, 2017
  - finał (4): 1997, 2008, 2009, 2018

## Stadion
Domowe mecze klub rozgrywa na Stadionie Darul Aman w Alor Setar. Stadion może pomieścić 32387 widzów.

## Azjatyckie puchary
Legenda do wszystkich tabel:
- Q – runda eliminacyjna, 1/16, 1/8, 1/4, 1/2 – odpowiednia faza rozgrywek, Grupa – runda grupowa, 1r gr – pierwsza runda grupowa, 2r gr – druga runda grupowa, F – finał, R – runda, PO – play-off
- k. – rzuty karne, los. – losowanie, Dogr. – dogrywka, w. – zasada bramek strzelonych na wyjeździe

| Sezon   | Rozgrywki                | Runda | Klub                | Dom | Wyjazd | Ogólnie    |
| ------- | ------------------------ | ----- | ------------------- | --- | ------ | ---------- |
| 1994/95 | Klubowe Mistrzostwa Azji | 1R    | Ilhwa Chunma        | 1-5 | 3-5    | 4-10       |
| 2008    | Puchar AFC               | Gr. D | Victory SC          | 1-0 | 1-1    | 2. miejsce |
| 2008    | Puchar AFC               | Gr. D | Home United FC      | 4-1 | 1-5    | 2. miejsce |
| 2008    | Puchar AFC               | Gr. D | South China AA      | 3-0 | 3-1    | 2. miejsce |
| 2008    | Puchar AFC               | 1/4   | Al-Muharraq         | 1-2 | 0-5    | 1-7        |
| 2009    | Puchar AFC               | Gr. G | Hà Nội FC           | 7-0 | 1-3    | 2. miejsce |
| 2009    | Puchar AFC               | Gr. G | Chonburi FC         | 0-1 | 1-3    | 2. miejsce |
| 2009    | Puchar AFC               | Gr. G | Eastern Sports Club | 2-0 | 3-3    | 2. miejsce |
| 2009    | Puchar AFC               | 1/8   | Becamex Bình Dương  | 2-8 |        |            |